# Anita Frauwallner
Anita Frauwallner (* 13. Juni 1957 in Fürstenfeld) ist eine österreichische Unternehmerin und Autorin. Sie ist Gründerin und Geschäftsführerin des „Institut Allergosan“ in Graz.

## Leben
Nach der Matura studierte Frauwallner in Graz und Wien Linguistik, alte und neue Literatur. Nach ihrer Zeit als Universitätsassistentin in Graz orientierte sie sich in Richtung medizinischer Themen um, machte Ausbildungen in naturheilkundlicher Medizin und arbeitete als Medizinjournalistin.
Nach dem Tod ihres ersten Ehemannes in Folge langjähriger Darmerkrankungen interessierte sich Frauwallner für das Thema Darmgesundheit. Mit ihrem zweiten Ehemann gründete sie 1991 das „Institut Allergosan“ mit dem Ziel, gänzlich allergenfreie Nahrungsergänzungsmittel herzustellen, und übernahm 1992 dessen Leitung. 1995 brachte sie das erste Produkt der Marke „Omni Biotic“ auf den Markt. Ihre Marketingstrategie ist allerdings nicht unumstritten. Obwohl keine Medizinerin oder studierte Fachwissenschaftlerin, tritt sie in Werbespots gerne in einem Laborkittel auf und schaut durch ein Mikroskop. Weil ein Großteil der Menschen Wissenschaftlern und Ärzten vertraut, ist es aus Marketingsicht wirkungsvoll, sich als Medizinerin darzustellen, ohne es tatsächlich zu sein.
Frauwallner ist Generalsekretärin des von ihr mitgegründeten gemeinnützigen Vereins Deutsche Gesellschaft für probiotische Medizin (DePROM) und Präsidentin des von ihr ebenfalls gegründeten Vereins Österreichische Gesellschaft für probiotische Medizin (OePROM).

## Ehrungen
Für ihr unternehmerisches Engagement wurde Frauwallner 2018 von der steirischen Wirtschaftskammer für ihre besondere unternehmerische Leistung sowie 2019 in der Kategorie „Handel & Konsumgüter“ als „Österreichs Entrepreneur of the Year“ ausgezeichnet und erhielt mehrfach den „HERMES.Wirtschafts.Preis“ in der Kategorie „Österreichs bestes von einer Frau geführtes Unternehmen“.
Im Oktober 2024 wurde ihr der Berufstitel Professor verliehen.

## Publikationen
Sachbücher
- Was tun, wenn der Darm streikt? Kneipp, Wien/Graz 2011. Neue aktualisierte Auflage 2018, ISBN 3-7088-0736-7.
- mit Ulli Zika: Kochen für einen gesunden Darm. Kneipp, Wien/Graz 2013, ISBN 3-7088-0580-1.
- mit Tanja Braune: Die Darm-Diät. Kneipp, Wien/Graz 2017, ISBN 3-7088-0697-2.
- mit Tanja Braune: No-Carbs – das Kochbuch zur Darm-Diät. Kneipp, Wien/Graz 2018, ISBN 3-7088-0735-9.
- Der Darm: unser Jungbrunnen, Kneipp, Wien/Graz 2023, ISBN 978-3-7088-0830-7.

Wissenschaftliche Publikationen
- mit Manfred Lamprecht: Exercise, intestinal barrier dysfunction and probiotic supplementation. In: Medicine and sport science. 59, 2012 S. 47–56 (doi:10.1159/000342169).
- mit Andreas Straube, Hilke Müller, Verena Stiegelbauer: Migraine prophylaxis with a probiotic. Results of an uncontrolled observational study with 1,020 patients. In: MMW Fortschritte der Medizin. 160 (Suppl. 5), 2018, S. 16–21 (doi:10.1007/s15006-018-1052-5).
- mit Sabina Fijan, László Varga, Tomaž Langerholc, Irena Rogelj, Mateja Lorber, Peter Lewis, Petra Povalej Bržan: Health Professionals’ Knowledge of Probiotics: An International Survey. In: International Journal of Environmental Research and Public Health. 16 (17), 2019 (doi:10.3390/ijerph16173128)
- mit Sabina Fijan, Tomaž Langerholc, Bojan Krebs, Jessica A. Ter Haar Née Younes, Adolf Heschl, Dušanka Mičetić Turk, Irena Rogelj: Efficacy of Using Probiotics with Antagonistic Activity against Pathogens of Wound Infections: An Integrative Review of Literature. In: BioMed Research International. 12, 2019 (doi:10.1155/2019/7585486).